# Bouquet (Santa Fé)
Bouquet é uma comuna da província de Santa Fé, na Argentina.